# 紀元前236年
紀元前236年（きげんぜん236ねん）は、ローマ暦の年である。

## 他の紀年法
- 干支 : 乙丑
- 日本
  - 皇紀425年
  - 孝霊天皇55年
- 中国
  - 秦 - 始皇11年
  - 楚 - 幽王2年
  - 斉 - 斉王建29年
  - 燕 - 燕王喜19年
  - 趙 - 悼襄王9年
  - 魏 - 景湣王7年
  - 韓 - 韓王安3年
- 朝鮮 :
- ベトナム :
- 仏滅紀元 : 311年
- ユダヤ暦 :

## できごと

### アナトリア
- 母のラオディケ1世の助力を得て、アンティオコス・ヒエラクスはガラティア及び元々セレウコス朝に敵対する2つの国と同盟を結んだ。これらの力を得て、彼は兄のセレウコス2世の軍をアナトリアのアンカラで破った。セレウコス2世は国を去り、トロス山脈を越えた。

### エジプト
- エラトステネスがプトレマイオス3世からアレクサンドリア図書館の第3代司書に任命された。

### 中国
- 趙が燕を攻撃し、貍と陽城を奪った。
- 秦の将軍の王翦・桓齮・楊端和が趙を攻撃し、鄴を攻め、9城を奪った。王翦が閼与と轑陽を攻め、桓齮が鄴と安陽を奪った。

## 誕生
- スキピオ・アフリカヌス:ローマの軍人、政治家（紀元前183年没）

## 死去
- 悼襄王：趙の王